# 吉川晃司 サングラスをはずして
吉川晃司 サングラスをはずして（きっかわこうじ サングラスをはずして）は、1985年10月12日から1987年10月3日までニッポン放送の制作でNRN系列各局にて放送されていたラジオ番組。メインパーソナリティは吉川晃司。
本項では、本番組の前身番組『吉川晃司 オンザロードで恋をして』（きっかわこうじ オンザロードでこいをして　1985年4月13日〜同年10月5日）、前々身番組『吉川晃司 ハートブレイクを抱きしめて』（きっかわこうじ ハートブレイクをだきしめて　1984年10月13日〜1985年4月6日）についても本項で併せて説明。

## 概要
パーソナリティの吉川晃司は、この年1984年2月に『モニカ』でデビューし、一躍ヒット歌手の仲間入りを果たしたばかり。1984年10月13日に『吉川晃司 ハートブレイクを抱きしめて』のタイトルでスタートし、この頃はトーク、各企画、はがき紹介を中心に構成され、吉川による「軽快なおしゃべり」と番組内容が紹介されていた。この初期の『ハートブレイクを抱きしめて』の当時は、ゲストと一緒に「どうしてロックは楽しいのか」を対談風に進行しながら追求するというコーナーなどがあった。
スタートから6か月後の1985年4月13日よりタイトルが『吉川晃司 オンザロードで恋をして』に改題される。
『オンザロードで恋をして』に改題後更に6か月後の1985年10月12日に『吉川晃司 サングラスをはずして』に改題、このタイトルで最終回まで2年間放送され続けた。『サングラスをはずして』に改題以後はほぼ毎週ゲストを迎えるようになり、ゲストとのトークと、フリートークとはがき紹介などといった構成で放送された。
スポンサーは、1986年9月までは小学館、1986年10月以降はCBSソニー出版（現・エムオン・エンタテインメントの各一社提供。CBSソニー出版一社提供枠は後継番組『藤井郁弥 キュートしようよ』にも引き継がれた。
1987年2月に吉川は自身の主演する日本・イタリア合作映画『シャタラー』の長期ロケ撮影でイタリアへ渡ったため、1987年2月7日から2月28日の間は4回にわたり本番組は休止になり、この間は代役としてデーモン小暮（現・デーモン閣下）をパーソナリティとした『デーモン小暮 素顔のままで』（デーモンこぐれ すがおのままで）が放送された。

## 放送されていた局
（）
- ニッポン放送（制作局）
  - 土曜日 21:30 - 22:00 （『ハートブレイクを抱きしめて』　1984年10月13日〜1985年4月6日）
  - 土曜日 22:00 - 22:30 （『オンザロードで恋をして』〜『サングラスをはずして』　1985年4月13日〜1987年10月3日

以下はネット局
（「→」は、放送曜日・時間帯変更無し、網掛け枠は放送無し）
| 局名         | 1984年10月 - 1985年3月 | 1985年4月 - 1985年9月                       | 1985年10月 - 1986年3月 | 1986年4月 - 1986年9月 | 1986年10月 - 1987年3月 | 1987年4月 - 1987年10月 |
| ------------ | ---------------------- | ------------------------------------------- | ---------------------- | --------------------- | ---------------------- | ---------------------- |
| STVラジオ    | 日曜 21:30 - 22:00     | 土曜 24:00 - 24:30                          | →                      | 日曜日 23:30 - 24:00  | →                      | →                      |
| 青森放送     |                        | 土曜 24:30 - 25:00                          | →                      | →                     | →                      | →                      |
| 秋田放送     |                        |                                             | 日曜 20:30 - 21:00     |                       |                        |                        |
| 信越放送     |                        |                                             | 日曜 21:30 - 22:00     |                       |                        |                        |
| 北日本放送   |                        |                                             |                        | 土曜 23:30 - 24:00    | →                      | →                      |
| MBSラジオ    | 日曜 21:00 - 21:30     | →                                           | →                      | 日曜 23:15 - 23:45    |                        |                        |
| KBS京都      |                        |                                             | 土曜 20:00 - 20:30     |                       | 土曜 21:00 - 21:30     |                        |
| 西日本放送   |                        | 日曜 24:00 - 24:30                          |                        |                       |                        |                        |
| 中国放送     | 日曜 13:00 - 13:30     | 日曜 12:30 - 13:00                          |                        | 日曜 14:30 - 15:00    |                        |                        |
| 山口放送     |                        | 日曜 1:00 - 1:30 （土曜深夜 25:00 - 25:30） |                        |                       |                        |                        |
| 南海放送     | 土曜 21:30 - 22:00     | 日曜 24:30 - 25:00                          | →                      |                       |                        |                        |
| 高知放送     |                        |                                             | 土曜 20:00 - 20:30     |                       |                        |                        |
| 九州朝日放送 | 金曜 20:30 - 21:00     |                                             |                        |                       |                        |                        |
| 長崎放送     | 土曜 21:30 - 22:00     |                                             |                        |                       |                        |                        |
| 熊本放送     |                        | 火曜 24:25 - 24:55                          | →                      | →                     | →                      | →                      |
| 大分放送     | 日曜 21:00 - 21:30     |                                             |                        |                       |                        |                        |
| 宮崎放送     |                        | 土曜 24:00 - 24:30                          | →                      | →                     | 日曜 20:30 - 21:00     |                        |
| 南日本放送   |                        |                                             | 土曜 22:30 - 23:00     | →                     | 土曜 21:00 - 21:30     |                        |
| ラジオ沖縄   |                        | 日曜 11:00 - 11:30                          | →                      |                       |                        |                        |

## ゲスト一覧
（）
1984年
- 佐野元春[2]
- 戸川純[2]
- 沢田研二[2]
- シーナ&ザ・ロケッツ[2]

1985年
- 8月24日：中村あゆみ
- 9月14日：舘ひろし
- 9月28日：森山達也（THE MODS）
- 10月12日：大沢誉志幸
- 10月19日：NOKKO（レベッカ）
- 10月26日：サンプラザ中野（爆風スランプ）
- 11月2日：白井貴子
- 11月9日：大友康平（HOUND DOG）
- 11月16日：大江千里
- 11月23日：世良公則
- 11月30日：小堺一機
- 12月7日：小泉今日子
- 12月21日：原田知世
- 12月28日：斉藤由貴

1986年
- 1月18日：武田鉄矢
- 1月25日：川原由美子
- 2月8日：浜田麻里
- 2月15日：渡辺美里
- 2月22日：南こうせつ
- 3月1日：明石家さんま
- 3月8日：湯江健幸、PINK
- 3月15日：渡辺典子
- 3月22日：大森一樹
- 3月29日：布袋寅泰
- 4月5日：坂本龍一
- 4月12日：鈴木雅之
- 4月19日：チャゲ&飛鳥
- 4月26日：パーティ・フーラ
- 5月3日：アン・ルイス
- 5月10日：忌野清志郎
- 5月17日：小室哲哉
- 5月24日：寺田恵子（SHOW-YA）
- 5月31日：角松敏生
- 6月7日：KUWATA BAND
- 6月14日：ジェームス小野田（米米CLUB）
- 6月21日：デーモン小暮
- 6月28日：忌野清志郎
- 7月5日：哀川翔
- 7月12日・19日：沢田研二
- 7月26日：山下久美子
- 8月2日：玉置浩二
- 8月9日：ちわきまゆみ
- 8月23日：南野陽子
- 8月30日：森田芳光
- 9月6日：研ナオコ
- 9月13日：上條淳士
- 9月20日：今井美樹
- 9月27日：杉山清貴
- 10月4日：陣内孝則
- 10月11日：石原真理子
- 10月18日：原田真二
- 10月25日：安藤秀樹
- 11月1日：氷室京介
- 11月8日：山本達彦
- 11月15日：松岡英明
- 11月22日：久保田利伸
- 11月29日：中村あゆみ
- 12月6日・13日：松任谷由実
- 12月20日：根本要（スターダストレビュー）
- 12月27日：広石武彦（UP-BEAT）

1987年
- 1月10日：岡村靖幸
- 1月17日：中島文明
- 1月24日：長島ナオト
- 3月14日：BARBEE BOYS
- 3月21日：A-JARI
- 3月28日：高鍋千年（千年COMETS）
- 4月4日：田村直美（PEARL）
- 4月11日：安部恭弘
- 4月18日・25日：山下達郎
- 5月2日：EPO
- 5月9日：小比類巻かほる
- 5月16日：高中正義
- 5月23日：渡辺美里
- 5月30日：鈴木賢司
- 6月6日：本田美奈子
- 6月13日：石橋凌
- 6月20日：大江千里
- 6月27日：松岡英明
- 7月4日：小林麻美
- 7月11日：金山一彦
- 7月18日：ジャッキー・リン
- 7月25日：高橋幸宏
- 8月1日：ダックスフリー
- 8月8日：奥野敦士（ROGUE）
- 8月15日：斉藤さおり
- 8月22日：山下久美子
- 8月29日：大友康平
- 9月5日：藤井郁弥
- 9月12日：池田政典
- 9月19日：大沢誉志幸
- 9月26日：人見元基（VOW WOW）
- 10月3日：桑田佳祐